# NGC 4832
NGC 4832 este o galaxie lenticulară situată în constelația Centaurul. A fost descoperită în 5 iunie 1834 de către John Herschel. Se află la o distanță de 60,99 de megaparseci de Pământ.